# 루 배낵
루 배낵(영어: Lou Banach)으로 잘 알려진 루드윅 데이비드 배낵(영어: Ludwig David Banach, 1960년 2월 6일~)는 미국의 레슬링 선수, 지도자이다. 1984년 하계 올림픽 자유형 헤비급 종목에서 금메달을 획득했다.

## 개인사
쌍둥이 형제인 에드 배낵 또한 미국 레슬링 국가대표 선수로 활동했다. 에드 배낵 역시 올림픽에서 금메달을 획득했다.